# 全宋詞
《全宋詞》，唐圭璋編著，孔凡禮補輯，共收錄宋代詞人1330家，詞作21116首。
宋詞之輯錄最早始於明末毛晉的《宋六十名家詞》，到了清代，侯文燦有《十名家詞集》，秦恩復有《詞學叢書》。1931年﹐赵万里编成《校辑宋金元人词》73卷。1931年唐圭璋在這些基礎上着手编纂《全宋詞》，廣蒐博輯，“宋亡时年满二十者，俱以为宋人”，訂補不輟，1937年編成《全宋詞》，体例上则参照《全唐诗》，以“帝王”、“宗室”起首，而殿以“释道”、“女流”，並附詞人小傳。1940年值抗戰之際，由商務印書館在长沙初版。1965年中华书局刊行修订版《全宋词》。1981年孔凡禮又辑录遗佚，编《全宋词补辑》。